# Інститут проблем безпеки атомних електростанцій НАН України
Інститу́т пробле́м безпе́ки а́томних електроста́нцій НАН Украї́ни — наукова організація, яка проводить фундаментальні та прикладні дослідження в галузі безпечного використання ядерної енергії та ядерних технологій у мирних цілях, фізики ядерних реакторів та радіоекології.

## Історія
Інститут проблем безпеки атомних електростанцій (ІПБ АЕС) НАН України створений 1992 року, як Міжгалузевий науково-технічний центр (МНТЦ) «Укриття» Національної академії наук України (який в подальшому, з 2004 року був перетворений на Інститут проблем безпеки атомних електростанцій у складі Відділення фізико-технічних проблем енергетики Національної академії наук України).
МНТЦ «Укриття» свого часу був створений на базі Комплексної експедиції. (Посилання «Комплексна експедиція» — Комплексна експедиція при ІАЕ ім. І. В. Курчатова була створена наказом Міністерства середнього машинобудування СРСР від 3 грудня 1987 року № 740 з метою забезпечення наукового та проєктного супроводу об'єкта «Укриття», проведення та координації науково-дослідних робіт, що виконуються підприємствами Міністерства середнього машинобудування СРСР в зоні Чорнобильської АЕС і зоні відселення в результаті аварії 1986 року.)

## Директори
- Карасьов Володимир Сергійович (1992—1993)
- Токаревський Володимир Васильович (1993—1996)
- Ключников Олександр Олександрович (1996—2016)
- Носовський Анатолій Володимирович (2016—т. ч.)

## Основні напрями діяльності
Напрями наукової діяльності ІПБ АЕС: безпека об'єктів з ядерними технологіями; зняття з експлуатації ядерних установок; перетворення об'єкта «Укриття» на екологічно безпечну систему; нейтронно-фізичні й термогідравлічні процеси; аналіз безпеки, радіаційна безпека і захист; поводження з радіоактивними відходами та відпрацьованим ядерним паливом; радіаційне матеріалознавство та приладобудування; радіоекологія та аварійне реагування; дистанційні комплекси і технології.

## Науковий потенціал
ІПБ АЕС складається з трьох відділень: відділення ядерної та радіаційної безпеки, відділення проєктування об'єктів з радіаційно-ядерними технологіями, відділення атомної енергетики, до складу яких входять 8 наукових та науково-технічних відділів.
ІПБ АЕС за статусом, тематичним напрямом робіт, програмно-технічною оснащеністю, кваліфікацією та чисельністю персоналу є провідною спеціалізованою організацією, яка виконує функції наукового, аналітичного, технічного, інформаційного, методичного, інженерного, консультативного та експертного супроводу діяльності з питань забезпечення безпеки ядерних установок.
Програма досліджень інституту реалізується колективом, де працює понад 250 працівників, у тому числі 115 науковців, серед яких один академік НАН України, один академік НААН України, 14 докторів та 32 кандидати наук.

## Наявні ресурси
Дослідницький майданчик на Чорнобильський АЕС;
кваліфікований науковий та інженерний персонал;
банк даних та зразки проб ядерних матеріалів об'єкта «Укриття»;
база знань про стан ядерного палива, будівельних конструкцій, радіаційну обстановку на об'єкті «Укриття» та прилеглій території;
необхідні ліцензії;
сертифікована система управління якістю;
сертифіковані лабораторії радіохімії, спектрометрії, дозиметрії, матеріалознавства та радіоекології з сучасним обладнанням, де використовують широкий комплекс методів досліджень;
експертна дослідницька система моніторингу щільності потоку нейтронів та температури на об'єкті «Укриття»;
багатодетекторна система, яка контролює щільність нейтронного потоку та потужність експозиційної дози гамма-випромінювання в місцях локалізації ядерних матеріалів на об'єкті «Укриття»;
дистанційно керовані самохідні агрегати радіаційної розвідки, які розроблено, виготовлено і випробувано задля мінімізації опромінення персоналу та контролю концентрації радіоактивних аерозолів, відбору радіоактивного пилу з поверхонь у радіаційно небезпечних приміщеннях.
Частина устаткування, необхідного для виконання робіт в радіаційно небезпечних умовах, розроблена фахівцями ІПБ АЕС та є унікальною.
З метою мінімізації опромінення персоналу та оптимізації проектних рішень і шляхів доступу до зон виконання робіт на об'єкті «Укриття», а також для відпрацювання альтернативних варіантів технологій та оптимізації рішень з радіаційної безпеки створено інтегровані інформаційні системи стану приміщень і промислового майданчика об'єкта «Укриття» та розроблено відповідні технології.
Для спеціальних наукових розрахунків реакторних систем, параметрів біологічного захисту, радіаційних впливів на навколишнє середовище, а також інших завдань у сфері радіаційного захисту та поводження з ядерними і радіоактивними матеріалами використовуються сучасні програмні продукти та програмні комплекси.

## Часописи
ІПБ АЕС є засновником і видавцем періодичного науково-технічного збірника «Проблеми безпеки атомних електростанцій і Чорнобиля», зареєстрованого Міністерством освіти і науки України як професійне наукове видання в галузі технічних наук.
З 2018 року є співзасновником науково-технічного журналу «Ядерна енергетика та довкілля» [Архівовано 15 травня 2022 у Wayback Machine.]. Включений до переліку наукових фахових видань України.
З 2006 року є видавцем книжкової серії НАН України «Безпека атомних станцій».